# Gießmannsdorf

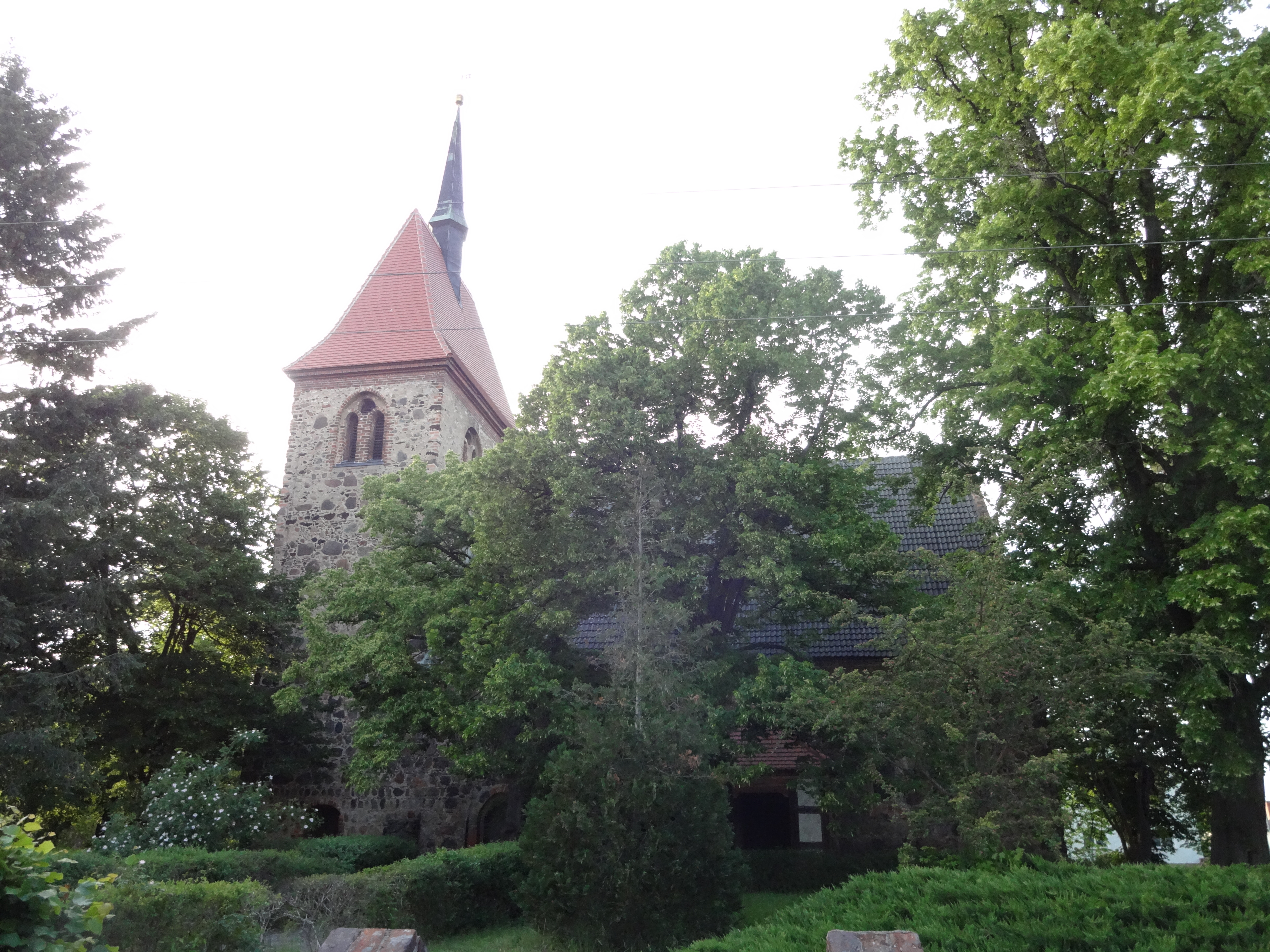
Dorfkirche

Gießmannsdorf ist ein Ortsteil der Stadt Luckau im Landkreis Dahme-Spreewald in Brandenburg.

## Geschichte

### Frühzeit bis 17. Jahrhundert
Aus archäologischen Untersuchungen sind Spuren einer germanischen Besiedlung aus der Zeit von 1500 v. Chr. bis 350 n. Chr. nachgewiesen. Daneben konnte an der Bundesstraße 96 ein Slawischer Burgwall aus der Zeit zwischen 800 und 1000 n. Chr. nachgewiesen werden. Gießmannsdorf wurde am 4. März 1347 erstmals urkundlich erwähnt, als die Luckauer Bürger Albrecht Goltsmede und Jodikin durch die Herren von Dahme mit vir huphen in dem dorfe zcu Giselbeckezdorf belehnt wurden. Das Angerdorf gehörte zu dieser Zeit zur Herrschaft Golßen, war jedoch deutlich älter, denn die Feldsteinkirche wurde laut Dehio-Handbuch bereits um 1300 errichtet. Eine weitere urkundliche Erwähnung findet sich am 31. Oktober 1430, dem eine Schenkung aus Gieserdorf an das Spital in Luckau aufscheint. Der Name wandelt sich im Laufe der Zeit: Am 29. April 1527 ist von Gismerstorf die Rede. In einem Prager Kopialbuch aus dem Jahr 1565 erschien Christoph von Birkholz, der von einem Landvogt Lobkowitz Abgaben erhielt, darunter auch von 16 Bauern aus Gißmersdorf. Nach der Reformation wurde die Kirche erweitert und erhielt unter anderem zwei Emporen, damit mehr Gläubige in dem Sakralbau einen Sitzplatz hatten. Von 1612 bis 1643 war der Ort im Besitz derer von Stutterheim. Unter ihrem Kirchenpatronat wurde die Kirche „barock“ vergrößert. Anschließend ging Gießmannsdorf in den bäuerlichen Besitz eines Herrn Paschke über.

### 19. bis 21. Jahrhundert

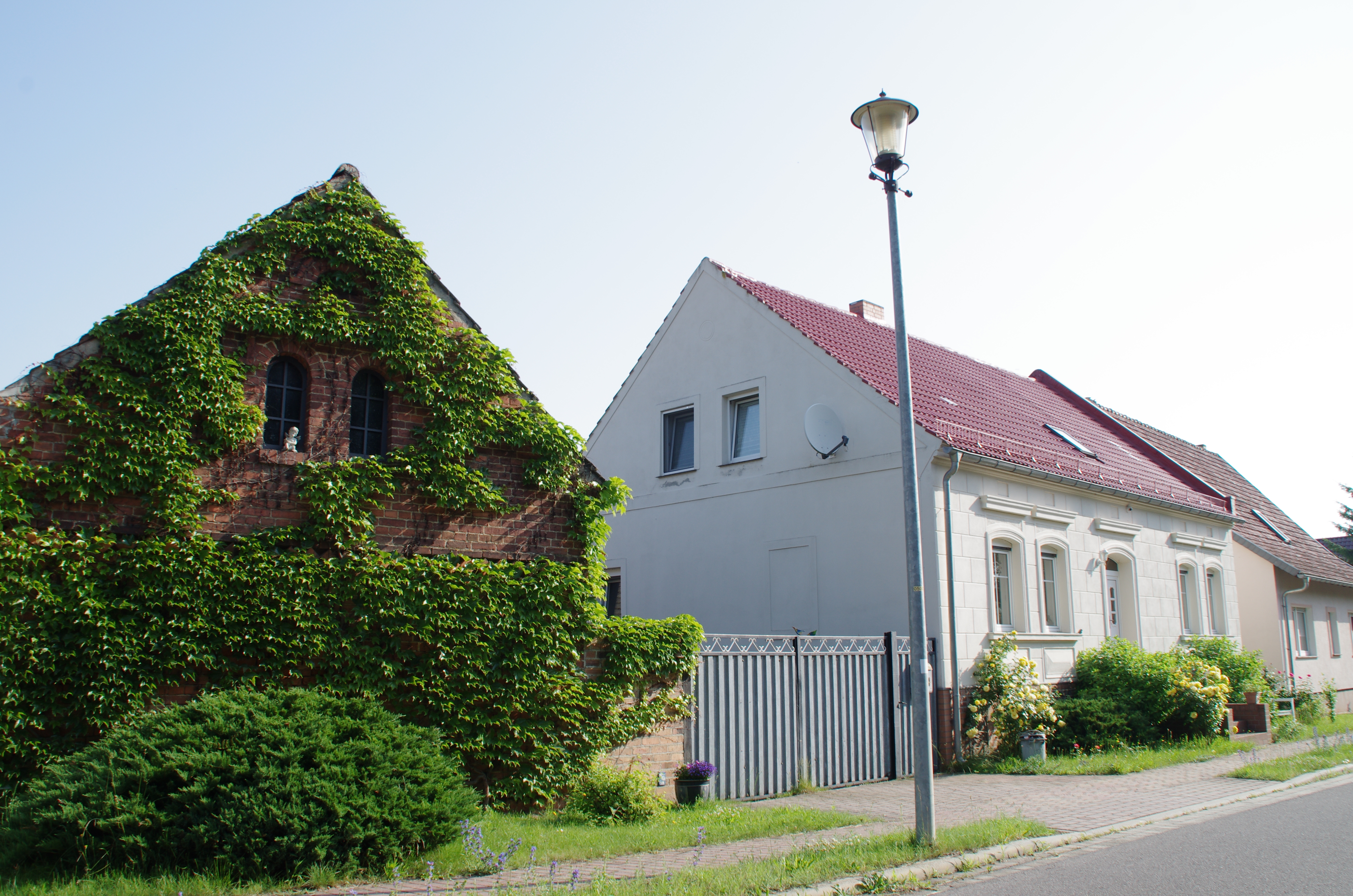
Gehöft aus der Zeit um 1900

1810 lebten im Ort 10 Bauern, 10 Häusler und sieben Kötter. Im Zuge des Wiener Kongresses von 1815 wurde die Niederlausitz preußisch, das Markgraftum aufgelöst und das Gebiet der Niederlausitz einschließlich des Ortes Gießmannsdorf kam zur Provinz Brandenburg. 1818 gab es zwei Windmühlen in Gießmannsdorf. 1838 entstand ein Gutshaus, ein zweigeschossiger Putzbau mit einem Stall und einer Scheune. Zum Ende der 1930er Jahre errichtete die Gemeinde ein neues Schulgebäude im westlichen Teil der Gemarkung. Sie wurde 1974 geschlossen. Im gleichen Jahr wurden die Gemeinden Rüdingsdorf und Wierigsdorf mit Wirkung zum 1. April 1974 nach Gießmannsdorf eingemeindet. Von 2018 bis 2019 wurde ein neues Feuerwehrhaus errichtet.

## Sehenswürdigkeiten und Kultur
- Die Dorfkirche Gießmannsdorf ist eine frühgotische Saalkirche aus Feldstein. In der Mitte des 18. Jahrhunderts kam im Süden eine Vorhalle aus Fachwerk hinzu. Im Innern steht unter anderem ein spätklassizistischer Kanzelaltar aus der Zeit um 1865.
- Das Gehöft bestehend aus Wohnhaus, Stallgebäude und Scheune in der Lindenstraße 24 aus der Zeit um 1900 steht unter Denkmalschutz.
- Sportgemeinschaft (SG) Gießmannsdorf e. V. von 1994
- Gießmannsdorfer Posaunenchor

## Politik und Bildung
- Gießmannsdorf verfügt über einen Ortsbeirat bestehend aus Uwe Vogt, Steffen Schötz und Michael Wolf.
- Kita Waldwichtel

## Verkehr und Infrastruktur
Gießmannsdorf liegt direkt an der B96. Der nächste aktive Bahnhof befindet sich in Lübben.